# Fußballclub Bayer 05 Uerdingen 1994-1995
Questa voce raccoglie le informazioni riguardanti il Fußballclub Bayer 05 Uerdingen nelle competizioni ufficiali della stagione 1994-1995.

## Stagione
Nella stagione 1994-1995 il Bayer Uerdingen, allenato da Friedhelm Funkel, concluse il campionato di Bundesliga al 15º posto. In Coppa di Germania il Bayer Uerdingen fu eliminato al secondo turno dalla Dinamo Dresda.

## Rosa
| N. |                      | Ruolo | Calciatore       |
| -- | -------------------- | ----- | ---------------- |
| 1  | Germania (bandiera)  | P     | Bernd Dreher     |
| 2  | Germania (bandiera)  | D     | Helmut Rahner    |
| 3  | Danimarca (bandiera) | D     | Jan Heintze      |
| 4  | Germania (bandiera)  | D     | Stephan Paßlack  |
| 5  | Germania (bandiera)  | D     | Heiko Peschke    |
| 7  | Rep. Ceca (bandiera) | A     | Günter Bittengel |
| 8  | Germania (bandiera)  | C     | Axel Jüptner     |
| 9  | Germania (bandiera)  | A     | Rainer Krieg     |
| 10 | Germania (bandiera)  | C     | Horst Steffen    |
| 11 | Germania (bandiera)  | A     | Heiko Laeßig     |
| 12 | Germania (bandiera)  | C     | Sebastian Hahn   |
| 13 | Germania (bandiera)  | D     | Mustafa Doğan    |

| N. |                     | Ruolo | Calciatore         |
| -- | ------------------- | ----- | ------------------ |
| 14 | Germania (bandiera) | C     | Marcus Wedau       |
| 16 | Germania (bandiera) | P     | Alexander Bade     |
| 17 | Germania (bandiera) | C     | Gerd Kühn          |
| 19 | Germania (bandiera) | D     | Uwe Grauer         |
|    | Germania (bandiera) | P     | Simon Jentzsch     |
|    | Russia (bandiera)   | D     | Sergey Gorlukovich |
|    | Polonia (bandiera)  | C     | Michał Probierz    |
|    | Austria (bandiera)  | C     | Hannes Reinmayr    |
|    | Germania (bandiera) | C     | Kai-Uwe Schnell    |
|    | Germania (bandiera) | A     | Markus Feldhoff    |
|    | Germania (bandiera) | A     | Frank Weber        |

## Organigramma societario
Area tecnica
- Allenatore: Friedhelm Funkel
- Allenatore in seconda:
- Preparatore dei portieri:
- Preparatori atletici:

## Calciomercato

### Sessione estiva
| Acquisti | Acquisti        | Acquisti          | Acquisti |
| R.       | Nome            | da                | Modalità |
| -------- | --------------- | ----------------- | -------- |
| P        | Alexander Bade  | Colonia           |          |
| D        | Uwe Grauer      | Borussia Dortmund |          |
| D        | Jan Heintze     | PSV               |          |
| A        | Rainer Krieg    | Karlsruhe         |          |
| D        | Stephan Paßlack | Colonia           |          |
| C        | Hannes Reinmayr | Duisburg          |          |

| Cessioni | Cessioni            | Cessioni         | Cessioni |
| R.       | Nome                | a                | Modalità |
| -------- | ------------------- | ---------------- | -------- |
| A        | Željko Dakić        | Waldhof Mannheim |          |
| C        | Ralf Geilenkirchen  | Viktoria Colonia |          |
| C        | Stephan Küsters     | SC Jülich 1910   |          |
| D        | Alexander Kutschera | Monaco 1860      |          |
| D        | Mario Posch         | Sturm Graz       |          |

### Sessione invernale
| Acquisti | Acquisti | Acquisti | Acquisti |
| R.       | Nome     | da       | Modalità |
| -------- | -------- | -------- | -------- |

| Cessioni | Cessioni | Cessioni | Cessioni |
| R.       | Nome     | a        | Modalità |
| -------- | -------- | -------- | -------- |

## Risultati

### Bundesliga

#### Girone di andata
| Arbitro: | Wiesel |

|               |           |               |
| Bittengel 68’ | Marcatori | 33’ Weidemann |

| Amburgo 24 agosto 1994, ore 20:00 CEST 2ª giornata | Amburgo  | 0 – 0 referto | Bayer Uerdingen | Volksparkstadion (28 000 spett.)\| Arbitro: \| Fröhlich \| |
| Arbitro:                                           | Fröhlich |               |                 |                                                            |

| Arbitro: | Fischer |

|            |           |                |
| Laeßig 28’ | Marcatori | 60’ Lilienberg |

| Arbitro: | Kiefer |

|                       |           |  |
| Polster 61’ Heldt 76’ | Marcatori |  |

| Arbitro: | Wagner |

|           |           |                                   |
| Weber 79’ | Marcatori | 39’ Kuka 84’ Marschall 88’ Anders |

| Arbitro: | Strigel |

|  |           |                                 |
|  | Marcatori | 11’, 16’ Feldhoff 66’ Bittengel |

| Arbitro: | Buchhart |

|  |           |                            |
|  | Marcatori | 79’ Júlio César 90’ Möller |

| Arbitro: | Fleske |

|                                |           |            |
| Kögl 30’, 72’ (rig.) Kruse 54’ | Marcatori | 81’ Laeßig |

| Arbitro: | Merk |

|                   |           |             |
| Sérgio 21’ (rig.) | Marcatori | 31’ Heintze |

| Arbitro: | Best |

|             |           |          |
| Heintze 59’ | Marcatori | 47’ Thon |

| Arbitro: | Pohlmann |

|                                |           |             |
| Peschke 27’ (aut.) Schmitt 76’ | Marcatori | 45’ Steffen |

| Arbitro: | Strampe |

|             |           |                     |
| Paßlack 89’ | Marcatori | 87’ (rig.) Matthäus |

| Arbitro: | Albrecht |

|          |           |                          |
| Rath 40’ | Marcatori | 26’ Bittengel 51’ Laeßig |

| Arbitro: | Steinborn |

|             |           |                                |
| Paßlack 65’ | Marcatori | 6’, 62’ Basler 15’ Besčastnych |

| Arbitro: | Scheuerer |

|                                |           |             |
| Wałdoch 31’ Wegmann 56’ (rig.) | Marcatori | 86’ Paßlack |

| Arbitro: | Heynemann |

|  |           |                             |
|  | Marcatori | 2’ Spies 61’ (rig.) Cardoso |

| Arbitro: | Wagner |

|              |           |  |
| Herrlich 25’ | Marcatori |  |

#### Girone di ritorno
| Arbitro: | Dardenne |

|                         |           |  |
| Hopp 33’ Schütterle 80’ | Marcatori |  |

| Arbitro: | Albrecht |

|                                     |           |             |
| Wedau 17’ Krieg 35’, 69’ Grauer 42’ | Marcatori | 7’ Kindvall |

| Arbitro: | Kasper |

|           |           |              |
| Nowak 70’ | Marcatori | 23’ Feldhoff |

| Krefeld 11 marzo 1995, ore 15:30 CET 21ª giornata | Bayer Uerdingen | 0 – 0 referto | Colonia | Grotenburg Stadion (18 800 spett.)\| Arbitro: \| Heynemann \| |
| Arbitro:                                          | Heynemann       |               |         |                                                               |

| Arbitro: | Malbranc |

|            |           |             |
| Kadlec 22’ | Marcatori | 21’ Steffen |

| Arbitro: | Steinborn |

|              |           |          |
| Feldhoff 68’ | Marcatori | 83’ Binz |

| Arbitro: | Scheuerer |

|                                    |           |             |
| Kree 15’ Zorc 54’ (rig.) Tanko 86’ | Marcatori | 88’ Paßlack |

| Arbitro: | Pohlmann |

|                                         |           |           |
| Paßlack 9’, 52’ Laeßig 39’ Feldhoff 87’ | Marcatori | 61’ Dunga |

| Arbitro: | Krug |

|  |           |                   |
|  | Marcatori | 20’ (rig.) Völler |

| Arbitro: | Kasper |

|                       |           |  |
| Müller 62’ Mulder 81’ | Marcatori |  |

| Krefeld 29 aprile 1995, ore 15:30 CEST 28ª giornata | Bayer Uerdingen | 0 – 0 referto | Karlsruhe | Grotenburg Stadion (12 107 spett.)\| Arbitro: \| Malbranc \| |
| Arbitro:                                            | Malbranc        |               |           |                                                              |

| Arbitro: | Fischer |

|                          |           |                    |
| Nerlinger 13’ Scholl 51’ | Marcatori | 32’ (rig.) Steffen |

| Arbitro: | Zerr |

|                                        |           |             |
| Feldhoff 33’ Bittengel 66’ Paßlack 87’ | Marcatori | 20’ Beuchel |

| Arbitro: | Buchhart |

|                                                                             |           |             |
| Ramzy 6’ Neubarth 16’ Herzog 56’ (rig.) Bode 59’ Hobsch 60’ Besčastnych 80’ | Marcatori | 57’ Paßlack |

| Arbitro: | Dardenne |

|                        |           |             |
| Feldhoff 54’ Krieg 90’ | Marcatori | 81’ Peschel |

| Arbitro: | Albrecht |

|              |           |  |
| Heinrich 78’ | Marcatori |  |

| Arbitro: | Wagner |

|                                          |           |                                 |
| Wedau 18’ Steffen 39’ (rig.) Peschke 57’ | Marcatori | 46’ (rig.) Herrlich 79’ Wynhoff |

### Coppa di Germania
| Arbitro: | Rüdiger |

|              |           |                                                  |
| Hoffmann 69’ | Marcatori | 16’, 39’ Krieg 44’ Reinmayr 84’ (aut.) Strozniak |

| Arbitro: | Habermann |

|           |           |  |
| Spies 44’ | Marcatori |  |

## Statistiche

### Statistiche di squadra
| Competizione      | Punti | In casa | In casa | In casa | In casa | In casa | In casa | In trasferta | In trasferta | In trasferta | In trasferta | In trasferta | In trasferta | Totale | Totale | Totale | Totale | Totale | Totale | DR  |
| Competizione      | Punti | G       | V       | N       | P       | Gf      | Gs      | G            | V            | N            | P            | Gf           | Gs           | G      | V      | N      | P      | Gf     | Gs     | DR  |
| ----------------- | ----- | ------- | ------- | ------- | ------- | ------- | ------- | ------------ | ------------ | ------------ | ------------ | ------------ | ------------ | ------ | ------ | ------ | ------ | ------ | ------ | --- |
| Bundesliga        | 32    | 17      | 5       | 7       | 5       | 23      | 22      | 17           | 2            | 4            | 11           | 14           | 30           | 34     | 7      | 11     | 16     | 37     | 52     | -15 |
| Coppa di Germania | -     | 0       | 0       | 0       | 0       | 0       | 0       | 2            | 1            | 0            | 1            | 4            | 2            | 2      | 1      | 0      | 1      | 4      | 2      | +2  |
| Totale            | 32    | 17      | 5       | 7       | 5       | 23      | 22      | 19           | 3            | 4            | 12           | 18           | 32           | 36     | 8      | 11     | 17     | 41     | 54     | -13 |

### Andamento in campionato
| Giornata  | 1 | 2  | 3 | 4  | 5  | 6  | 7  | 8  | 9  | 10 | 11 | 12 | 13 | 14 | 15 | 16 | 17 | 18 | 19 | 20 | 21 | 22 | 23 | 24 | 25 | 26 | 27 | 28 | 29 | 30 | 31 | 32 | 33 | 34 |
| --------- | - | -- | - | -- | -- | -- | -- | -- | -- | -- | -- | -- | -- | -- | -- | -- | -- | -- | -- | -- | -- | -- | -- | -- | -- | -- | -- | -- | -- | -- | -- | -- | -- | -- |
| Luogo     | C | T  | C | T  | C  | T  | C  | T  | T  | C  | T  | C  | T  | C  | T  | C  | T  | T  | C  | T  | C  | T  | C  | T  | C  | C  | T  | C  | T  | C  | T  | C  | T  | C  |
| Risultato | N | N  | N | P  | P  | V  | P  | P  | N  | N  | P  | N  | V  | P  | P  | P  | P  | P  | V  | N  | N  | N  | N  | P  | V  | P  | P  | N  | P  | V  | P  | V  | P  | V  |
| Posizione | 6 | 11 | 8 | 14 | 15 | 12 | 12 | 14 | 14 | 15 | 15 | 13 | 13 | 14 | 14 | 14 | 14 | 14 | 14 | 14 | 14 | 14 | 14 | 14 | 14 | 14 | 15 | 15 | 15 | 15 | 15 | 15 | 15 | 15 |

Legenda:

Luogo: C = Casa; T = Trasferta. Risultato: V = Vittoria; N = Pareggio; P = Sconfitta.

### Statistiche dei giocatori
| Giocatore      | Bundesliga | Bundesliga | Bundesliga  | Bundesliga | Coppa di Germania | Coppa di Germania | Coppa di Germania | Coppa di Germania | Totale   | Totale | Totale      | Totale     |
| Giocatore      | Presenze   | Reti       | Ammonizioni | Espulsioni | Presenze          | Reti              | Ammonizioni       | Espulsioni        | Presenze | Reti   | Ammonizioni | Espulsioni |
| -------------- | ---------- | ---------- | ----------- | ---------- | ----------------- | ----------------- | ----------------- | ----------------- | -------- | ------ | ----------- | ---------- |
| A. Bade        | 0          | 0          | 0           | 0          | 1                 | 0                 | 0                 | 0                 | 1        | 0      | 0           | 0          |
| G. Bittengel   | 33         | 4          | 3           | 0          | 1                 | 0                 | 0                 | 0                 | 34       | 4      | 3           | 0          |
| M. Doğan       | 3          | 0          | 1           | 0          | 0                 | 0                 | 0                 | 0                 | 3        | 0      | 1           | 0          |
| B. Dreher      | 34         | 0          | 3           | 0          | 1                 | 0                 | 0                 | 0                 | 35       | 0      | 3           | 0          |
| M. Feldhoff    | 33         | 7          | 7           | 0          | 1                 | 0                 | 0                 | 0                 | 34       | 7      | 7           | 0          |
| S. Gorlukovich | 26         | 0          | 6           | 0          | 2                 | 0                 | 0                 | 0                 | 28       | 0      | 6           | 0          |
| U. Grauer      | 28         | 1          | 1           | 1          | 2                 | 0                 | 0                 | 0                 | 30       | 1      | 1           | 1          |
| S. Hahn        | 5          | 0          | 1           | 0          | 0                 | 0                 | 0                 | 0                 | 5        | 0      | 1           | 0          |
| J. Heintze     | 26         | 2          | 2           | 0          | 2                 | 0                 | 0                 | 0                 | 28       | 2      | 2           | 0          |
| S. Jentzsch    | 0          | 0          | 0           | 0          | 0                 | 0                 | 0                 | 0                 | 0        | 0      | 0           | 0          |
| A. Jüptner     | 29         | 0          | 3           | 0          | 1                 | 0                 | 0                 | 0                 | 30       | 0      | 3           | 0          |
| R. Krieg       | 23         | 3          | 2           | 0          | 2                 | 2                 | 0                 | 0                 | 25       | 5      | 2           | 0          |
| G. Kühn        | 10         | 0          | 2           | 0          | 1                 | 0                 | 0                 | 0                 | 11       | 0      | 2           | 0          |
| H. Laeßig      | 29         | 4          | 4           | 1          | 2                 | 0                 | 1                 | 0                 | 31       | 4      | 5           | 1          |
| S. Paßlack     | 22         | 8          | 9           | 0          | 0                 | 0                 | 0                 | 0                 | 22       | 8      | 9           | 0          |
| H. Peschke     | 31         | 1          | 3           | 0          | 2                 | 0                 | 0                 | 0                 | 33       | 1      | 3           | 0          |
| M. Probierz    | 3          | 0          | 1           | 0          | 0                 | 0                 | 0                 | 0                 | 3        | 0      | 1           | 0          |
| H. Rahner      | 29         | 0          | 10          | 0          | 2                 | 0                 | 0                 | 0                 | 31       | 0      | 10          | 0          |
| H. Reinmayr    | 15         | 0          | 1           | 0          | 2                 | 1                 | 0                 | 0                 | 17       | 1      | 1           | 0          |
| K. Schnell     | 3          | 0          | 0           | 0          | 1                 | 0                 | 0                 | 0                 | 4        | 0      | 0           | 0          |
| H. Steffen     | 33         | 4          | 7           | 0          | 2                 | 0                 | 0                 | 0                 | 35       | 4      | 7           | 0          |
| F. Weber       | 4          | 1          | 0           | 0          | 1                 | 0                 | 0                 | 0                 | 5        | 1      | 0           | 0          |
| M. Wedau       | 17         | 2          | 2           | 0          | 0                 | 0                 | 0                 | 0                 | 17       | 2      | 2           | 0          |